# Перекатная (приток Тотватылькы)
Перекатная — река в России, протекает по территории Ямало-Ненецкого автономного округа. Устье реки находится в 2 км по левому берегу реки Тотватылькы. Длина реки составляет 23 км.

## Данные водного реестра
По данным государственного водного реестра России относится к Нижнеобскому бассейновому округу, водохозяйственный участок реки — Таз. Речной бассейн реки — Таз.
Код объекта в государственном водном реестре — 15050000112115300068971.